# Keita Fujimura
Keita Fujimura (藤村 慶太 Fujimura Keita?, nacido el 2 de septiembre de 1993 en Iwate) es un futbolista japonés que se desempeña como centrocampista.

## Trayectoria

### Clubes
| Club             | País  | Año         |
| ---------------- | ----- | ----------- |
| Vegalta Sendai   | Japón | 2012 - 2017 |
| J. League sub-22 | Japón | 2014 - 2015 |
| Zweigen Kanazawa | Japón | 2018 -      |

## Estadística de carrera

### J. League
| Club             | Año   | J. League | J. League | Copa J. League | Copa J. League | Total | Total |
| Club             | Año   | Part.     | Goles     | Part.          | Goles          | Part. | Goles |
| ---------------- | ----- | --------- | --------- | -------------- | -------------- | ----- | ----- |
| Vegalta Sendai   | 2012  | 0         | 0         | 0              | 0              | 0     | 0     |
| Vegalta Sendai   | 2013  | 0         | 0         | 0              | 0              | 0     | 0     |
| Vegalta Sendai   | 2014  | 0         | 0         | 1              | 1              | 1     | 1     |
| Vegalta Sendai   | 2015  | 5         | 0         | 3              | 0              | 8     | 0     |
| Vegalta Sendai   | 2016  | 25        | 0         | 5              | 0              | 30    | 0     |
| Vegalta Sendai   | 2017  | 3         | 0         | 7              | 0              | 10    | 0     |
| J. League sub-22 | 2014  | 4         | 0         | -              | -              | 4     | 0     |
| J. League sub-22 | 2015  | 3         | 0         | -              | -              | 3     | 0     |
| Total            | Total | 40        | 0         | 16             | 1              | 56    | 1     |